# Casa de la Reconciliación
La Casa de la Reconciliación es un edificio situado en el barrio de Can Serra, en Hospitalet de Llobregat que se inauguró el 16 de julio de 1974 en el contexto de la dictadura franquista. Los vecinos del barrio levantaron esta institución, junto a quien sería el cura, Jaume Botey, como parroquia y centro social y cultural para realizar reuniones del obispado y otras actividades antifranquistas.
El nombre asignado tiene varios significados, pero el principal trata de la reconciliación tanto de la gente del barrio con los inmigrantes, como de los creyentes y no los creyentes, reivindicando que no son diferencias primordiales como sí lo son las diferencias de clase social, poder y opresión. Por lo tanto, pese a que fuera una iglesia, su nombre no tiene ningún elemento religioso.
En aquellos tiempos, el barrio de Can Serra, donde habitan unos 18.000 habitantes se encontraba en una situación de total desestructuración económica y social. Es por este motivo que se fundó la Casa de la Reconciliación, para llevar a cabo muchas actividades para el desarrollo y mejora del bienestar de los vecinos. Algunos de los proyectos fueron la creación de la escuela de adultos donde participaron personas destacadas como Mercè Romans, autora del libro Así aprendemos los adultos en Hospitalet, Manuel Sacristán y José María Valverde. También eran habituales los casales de verano en los primeros días de agosto y más adelante un hogar de ancianos que prestaba servicio de asistencia a domicilio. 
Una de las ayudas más destacadas que ofrecieron fue una guardería gracias al Grupo de Mujeres de Can Serra y algunos de los objetores de conciencia del barrio. Esta, bajo el nombre de la Mafaldería, acogía entre 25 y 30 niños. 
Otros participantes de esa lucha social son Pepe Beúnza, objetor de conciencia que ofreció servicio social; Inmaculada Concepción, la primera directora de La Carpa; y Pilar Massana, la primera asistente social de Can Serra. 
La Casa de la Reconciliación no tiene una repercusión social tan importante como la tuvo durante el franquismo y la transición. No obstante, aún se utiliza para algunos actos reivindicativos. Uno de ellos fue en abril de 2018, donde se produjo un encierro de inmigrantes y refugiados que exigían mejoras en sus condiciones laborales, así también como una mayor acogida.